# أرض السواد (رواية)
أرض السواد ثلاثية روائية لعبد الرحمن منيف. صدرت في عام 1999. تطرقت لتاريخ العراق الاجتماعي والسياسي خلال القرن التاسع عشر. ركزت بالأساس على تفاعلات الشخصية العراقية مع الأحداث العالمية الكبرى آنذاك كهزيمة نابليون في مصر وبقايا فكر الثورة الفرنسية في العالم والأطماع الإنجليزية في الشرق الأوسط، وظلال السلطة في عاصمة الخلافة.

## الأجزاء
تناول الجزء الأول تفاصيل وصول داود باشا إلى كرسي الولاية مبرزا أساليب الحكم في أرض الرافدين وكانت كل الشخصيات تدور في فلك السراي عكس الجزء الثاني الذي تحرر منها وخرج إلى شوارع بغداد ثم متبعا رحلة القنصل البريطاني ريتش الذي كان المحرك الثاني للأحداث إلى الشمال وكانت شخصية بدري أهم شخصية في هذا الجزء وهي التي حولت أكثر الأحداث من بغداد إلى كركوك. في الجزء الثالث بعد أن اطمئن داود باشا على حكمه عبر حملات على الشمال والجنوب المتمردين دخل في صراع مباشر مع القنصل البريطاني الذي لم يجد سبيلا أمام صعود الباشا الا التهديد بأوراق التدخل العسكري البريطاني وتنتهي الرواية على نغمي الفيضان السنوي لدجلة والصراع الغير محسوم بين داود باشا والقنصل البريطاني.
وأبرز ما يميز هذه الرواية أنها آخر ما كتب عبد الرحمن منيف (1997-1999) واعتبرها البعض محاولة للرجوع إلى منابع الطفولة خاصة أنه أهدى هذا العمل إلى أمه نورة العراقية التي أرضعته حب العراق كما قال وقد استعمل في الحوار اللهجة البغدادية بكل تفاصيلها اليومية وبث في أرجاء الرواية النظرة العراقية للأشياء سواء على مستوى الحاكم أو على مستوى العامة وقد حاول منيف ان يقول أن تاريخ العراق تنطبق عليه قاعدة التاريخ يعيد نفسه. قال أحد النقاد أن الحدث في رواية أرض السواد هو العراق وحده.